# Stadio Steaua
Lo stadio Steaua (in romeno Stadionul Steaua), noto come stadio Ghencea (in romeno Stadionul Ghencea), è uno stadio di calcio di Bucarest, in Romania. Ospita le partite interne della CSA Steaua Bucarest. Prende il nome dall'omonimo quartiere della città in cui sorge ed è stato ricostruito al posto del vecchio stadio.

## Storia e descrizione
Inaugurato nell'aprile 1974 in occasione di una partita amichevole fra la Steaua Bucarest e l'OFK Belgrado finita 2-2, inizialmente aveva una capacità di 30.000 posti, che nel 1991, dopo una ristrutturazione, diventarono 28.000, tutti a sedere. Lo stadio fu rinnovato ulteriormente nel 1996, 2006 e nel 2007, quando vi furono installati un nuovo prato d'erba con riscaldamento sotterraneo, nuove poltroncine, spogliatoi e un tabellone moderno. Le misure erano volte a ricevere la licenza UEFA perché la Steaua Bucarest potesse giocare nel proprio stadio le partite della UEFA Champions League. È stato demolito nell'agosto del 2018 per lasciare il posto ad un omonimo stadio, per la cui costruzione i lavori sono iniziati nel febbraio 2019 e si sono conclusi nel 2021, con la riapertura dello stadio, ora utilizzato per la squadra di calcio del CSA Steaua Bucarest.
Tradizionalmente stadio più frequentato dalla nazionale rumena di calcio, è stato sede di alcuni incontri decisivi per la selezione rumena. Era soprannominato, infatti, Templul fotbalului Românesc (tempio del calcio romeno).
Il complesso sportivo di cui faceva parte lo stadio comprende anche stadio Ghencea II, che ha una capienza di 3.000 spettatori ed è utilizzato per le partite casalinghe della sezione di rugby della Steaua e per alcuni incontri della Nazionale romena.
Nello stadio, Lepa Brena ha tenuto un concerto davanti a 60.000 persone.